# Hustořadec
Hustořadec (Athrotaxis) je malý rod jednodomých, stálezelených stromů náležející do čeledi cypřišovitých. Je to endemický rod z Tasmánie tvořený pouze třemi druhy. Rostou v deštných lesích ve vyšších nadmořských výškách, v prostředí s vysokou vzdušnou vlhkostí, mírnou zimou a chladným létem.
Jsou to vzhledově atraktivní dřeviny, mimo Tasmánii jsou však vzhledem na specifické klimatické podmínky pěstovány jen řídce v botanických zahradách nebo arboretech. Kontinentální evropské klima je pro ně zcela nevhodné.

## Popis
Středně vysoké neopadavé dřeviny dorůstající do výše 10 až 30 m. Jejich kmeny, s kůrou odlupující se v tenkých dlouhých pruzích, mívají výčetní tloušťku 1 až 1,5 m. Mladší jedinci mají pravidelnou korunu, starším rostou větve již nepravidelně.
Větévky jsou rozkladité, koncové jsou opadavé. Poměrně tlusté listy jsou šupinovité a přitisklé nebo kopinaté a volně uspořádané. Vyrůstají spirálovitě, mají světlé průduchy a zůstávají po skácení stromu zelené nejméně rok.
Jehnědovité samčí šištice rostou jednotlivě na koncích krátkých větviček, tyčinky s prašníky mají uspořádané ve šroubovici. Na stejném stromě vyrůstající dřevnaté samičí šištice jsou kulovité nebo vejčité, s 12 až 25 vejčitými, plochými, střechovitě uspořádanými plodními šupinami nesoucí po dvou až šesti vajíčkách. V době zralosti spodní část šupiny odstává od osy šišky. Podlouhlá, tenká, malá semena se dvěma úzkými křídly dozrávají prvým rokem, obvykle tři až šest semen na šupinu.
Hustořadec se může množit semeny, řízkováním nebo roubováním na kryptomerie. Dřevo čerstvě pokáceného stromu je načervenalé barvy a postupně bledne, v současnosti se však pro jeho vzácnost ekonomicky nevyužívá.

## Taxonomie
Rod se vyskytuje ve třech druzích, Athrotaxis selaginoides, Athrotaxis cupressoides a Athrotaxis laxifolia. Prvé dva druhy A selaginoides a A. cupressoides se od sebe výrazněji odlišují a vyrůstají na rozdílných lokalitách. Třetí druh A. laxifolia je z nich nejvzácnější a má listy i šišky rozměrově mezi nimi, také se obvykle vyskytuje v malých populacích v blízkosti u jednoho nebo obou druhů. To vede k dosud nepotvrzenému názoru, že A. laxifolia je jejích hybrid.

## Ohrožení
Dva druhy, A selaginoides a A. cupressoides jsou podle Červeného seznamu IUCN považované za zranitelné druhy a A. laxifolia dokonce za ohrožený druh. Většina populací vyrůstá v chráněných oblastech a bezprostřední nebezpečí jejich vyhynutí nehrozí.